# Comédie-ballet
Comédie-ballet ist eine spezifisch französische Operngattung, bei der ein gesprochenes Theaterstück durch Musik und Tanz aufgelockert wird.

## Geschichte
Als erstes Stück dieser Gattung gilt Les Fâcheux (Die Lästigen), das 1661 zu Ehren von Ludwig XIV. in Vaux-le-Vicomte, der Residenz von Nicolas Fouquet, aufgeführt wurde. Der Text stammt von Molière, die Musik von Jean-Baptiste Lully und die Choreographie von Pierre Beauchamp. Alle drei arbeiteten bei weiteren Stücken des comédie-ballet, insbesondere dem Meisterwerk des Genres, Le bourgeois gentilhomme (Der Bürger als Edelmann) von 1670. Nachdem Molière und Lully in Streit gerieten, wurde Marc-Antoine Charpentier 1673 als Komponist für Le malade imaginaire (Der eingebildete Kranke) herangezogen. Bei der vierten Aufführung von Le malade imaginaire erlitt Molière am 17. Februar 1673 einen Schwächeanfall und starb wenige Tage später.
Im 18. Jahrhundert galt comédie-ballet als unmodern, aber behielt dennoch einen langwährenden Einfluss auf die Musik im französischen Theater. Ein spätes Beispiel dafür ist La princesse de Navarre (Die Prinzessin von Navarra) von Voltaire. Es wurde am 23. Februar 1745 in Versailles aufgeführt und besteht aus einem Prolog und drei Akten, sowie einer Ouvertüre und drei musikalischen Zwischenspielen, komponiert von Jean-Philippe Rameau. Die Gesangspartien gelten als besonders schwierig und beinhalten ein Duett für hautes-contre.

## Comédie-balletundcomédie lyrique
Obwohl fachspezifisch der Begriff comédie-ballet oft nur auf die oben beschriebene Form begrenzt wird, wendeten im 18. Jahrhundert manche Autoren die Bezeichnung auch auf andere Formen der Bühnenkunst an, insbesondere auf Versionen der Komischen Oper, die üblicherweise aus drei oder vier Akten ohne gesprochene Dialoge besteht. Dies unterschied sich vom opéra-ballet (einem anderen Genre, das Musik und Tanz vermischte) darin, dass es eine durchgängige Handlung besaß (anstelle nur auf die einzelnen Akte beschränkter Handlungsstränge), sowie häufig komische oder satirische Merkmale. Dies ist vergleichbar mit der comédie lyrique. Beispiele sind Le carnaval et la folie (1703) von André Cardinal Destouches und La vénitienne (1768) von Antoine Dauvergne, eine Neufassung des 1705 erschienenen gleichnamigen Balletts von Michel de La Barre. Ein völlig unterschiedlicher Gebrauch de Begriffs comédie-lyrique als eine Form der modernen Neuschöpfung des comédie-ballet ist Le piège de Méduse (1913) von Erik Satie, ein Stück in einem Akt mit sieben kurzen Tanzpassagen, welches ursprünglich für Piano komponiert wurde.

## Aufzählung von comédies-ballets

### Comédies-ballets von Molière-Lully-Beauchamp
- Les Fâcheux (1660)
- Le Mariage forcé (1664)
- La pastorale comique (1667)
- Le Sicilien (1667)
- L'amour médecin (1665)
- George Dandin (1668)
- Monsieur de Pourceaugnac (1669)
- Les amants magnifiques (1670)
- Le bourgeois gentilhomme (1670)

### Comédies-ballets von Molière-Charpentier-Beauchamp
- La Comtesse d’Escarbagnas (1671)
- Le malade imaginaire (1673)

### Comédie-ballet von Voltaire-Rameau
- La Princesse de Navarre (1745)